# Tournefortia cornifolia
Tournefortia cornifolia är en strävbladig växtart som beskrevs av Carl Sigismund Kunth. Tournefortia cornifolia ingår i släktet Tournefortia och familjen strävbladiga växter. Inga underarter finns listade i Catalogue of Life.